# Arquitectura de Noruega

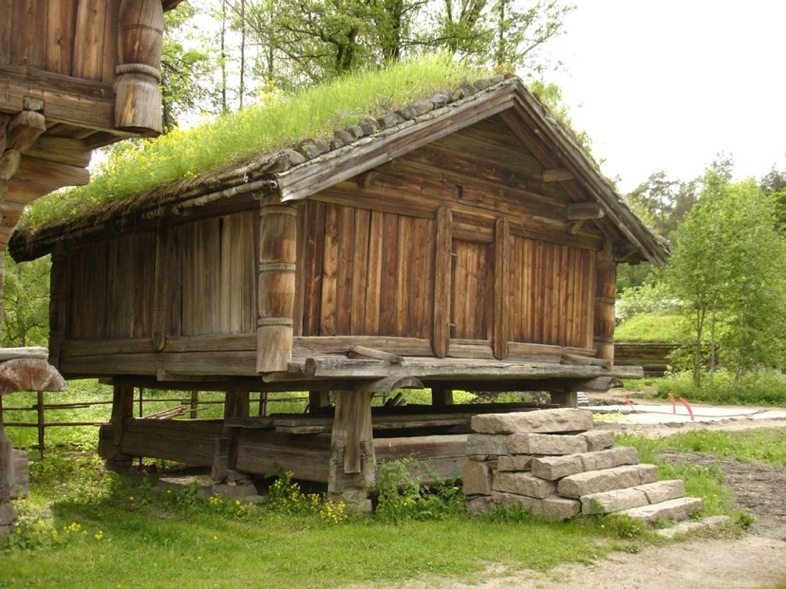
Casa de almacén en el Norsk Folkemuseum, de aproximadamente el año 1800.

La arquitectura de Noruega ha evolucionado debido a condiciones climáticas, condiciones económicas, avances en tecnología, fluctuaciones demográficas y cambios culturales. Mientras que muchas influencias externas son notables en la arquitectura noruega, normalmente han sido adaptada para concordar con las condiciones climáticas, incluyendo: inviernos severos, vientos fuertes, y, en áreas de costa, rocío salino.  
Las tendencias arquitectónicas de Noruega se reflejan paralelamente con los cambios políticos y sociales a lo largo de los siglos. Previo a la Época vikinga, las estructuras de madera se desarrollaron con una artesanía sofisticada evidente en la construcción elegante y efectiva de las embarcaciones largas de los vikingos. Después de eso, el ascenso del cristianismo introdujo una arquitectura románica en las iglesias y catedrales, con arcos apuntados, bóvedas de cañón, pilares cruciformes soportando las bóvedas, y bóvedas de arista; mayormente como un resultado de la influencia religiosa de Inglaterra. 
Durante la Edad Media, la geografía dictó una población y economía dispersas. Como consecuencia, la cultura de granjeros se mantuvo fuerte, y Noruega se diferenciaba de la mayoría de los países europeos al no adoptar el feudalismo. Esto, combinado con la facilidad de la madera como un material de construcción, logró que hubiese relativamente pocas ejecuciones de la arquitectura Barroca, Renacentista, y Rococó que generalmente se llevaban a cabo por las clases altas en otras partes de Europa. 
En cambio, estos factores resultaron en tradiciones características de la arquitectura vernacular de Noruega, que se han preservado en granjas existentes en muchos museos abiertos noruegos que exhiben las construcciones de la Edad Media hasta el siglo XIX; ejemplos notables incluyen Norsk Museum en Oslo y Maihaugen en Lillehammer, así como construcciones existentes que aún funcionan como granjas en el valle de Heidal.
En el siglo XX, la arquitectura noruega se caracterizó por su conexión con la política social por un lado, e innovación por el otro. Los arquitectos noruegos han sido reconocidos tanto dentro de Noruega — donde la arquitectura ha sido considerada una expresión política social — como fuera de Noruega, en varios proyectos innovadores.

## Historia
La construcción en Noruega siempre se ha caracterizado por la necesidad de dar refugio a la gente, animales, y propiedades del clima severo, incluyendo heladas e inviernos fríos, precipitaciones altas en algunas áreas, viento y tormentas; y el hacer lo posible con pocos recursos. Hasta tiempos modernos, el transporte y la infraestructura eran también primitivos, y los constructores tenían que depender mucho de materiales locales únicamente.

### Prehistoria
Los rastros más antiguos de habitación humana en Noruega se remontan aproximadamente al 9000 a. C., en regiones montañosas cerca de Store Myrtvatn en Rogaland, donde las excavaciones encontraron viviendas portables seguramente usadas por los cazadores de renos normandos. Restos de tales tiendas de campaña también han sido encontradas en otras partes a lo largo de la costa oeste; en Fosenstraumen cerca de Radøy en Hordaland, evidenca arqueológica indica que tiendas usadas en el 6500 a. C. tenían un diseño similar a las que aún usan los nómadas Sami.
A lo largo del tiempo tales tiendas de campaña se hicieron semipermanentes a través del uso de un cimiento simple. Restos de estas se pueden encontrar en el archipiélago Vega, un área que ahora es Patrimonio de la Humanidad de la UNESCO
Las primeras viviendas permanentes probablemente fueron construidas entre el 3000 y 2000 a. C., cuando la agricultura fue introducida en Noruega. La evidencia indica que la madera era el material de construcción más usado para estas estructuras. La vivienda de la Edad de Hierro comúnmente combinaba refugio para animales y humanos en casas comunales para conservar calor. Restos de estructuras desde la Edad de Piedra hasta la Edad de Bronce y la Edad de Hierro han sido excavadas en Forsand, Ryfylke, cerca de Stavanger y en muchas otras ubicaciones. La mayoría de las casas comunales prehistóricas contenía pares de postes para soportar el techo, partiendo el interior en tres naves, y paredes empalizadas, de zarzo y arcilla o césped. Construcciones similares se han encontrado a lo largo de todo el noroeste de Europa.

### Épocas medieval y vikinga
Dos tradiciones diferentes de construcción en madera convergieron en la arquitectura noruega. Una era la práctica de construcción de cabañas con leños horizontales muescados en sus orillas, una técnica que había sido importada por la gente al este de Escandinavia. La otra era la tradición de construcción de Stavkirke, probablemente basada en mejoras hechas a las casas comunales que contenían los postes para sostener los tejados empotrados en el suelo. A pesar de haber escasa evidencia arqueológica de construcciones actuales de las primeras estructuras permanentes, los hallazgos de botes vikingos (el barco de Oseberg) sugieren que había un dominio importante en ingeniería y carpintería. En el archipiélago de Lofoten en Noruega del Norte, la tenencia de un jefe vikingo se ha reconstruido en el Museo Vikingo de Lofotr.
Sin contar las 28 iglesias Stavkirke, al menos 250 casas de madera anteriores a la peste negra en 1350 se han preservado más o menos intactas en Noruega. La gran mayoría son casas comunales, con algunas galerías o porches agregados.
Mientras un poder político se establecía en Noruega y se tenía que mantener ante amenazas externas, se construyeron estructuras más grandes de acuerdo a la tecnología militar en ese momento. Fortalezas, puentes, y en última instancia iglesias y fincas se construyeron en mampostería y piedra. Estas estructuras siguieron los estilos europeos de sus debidos tiempos. 

#### Stavkirke

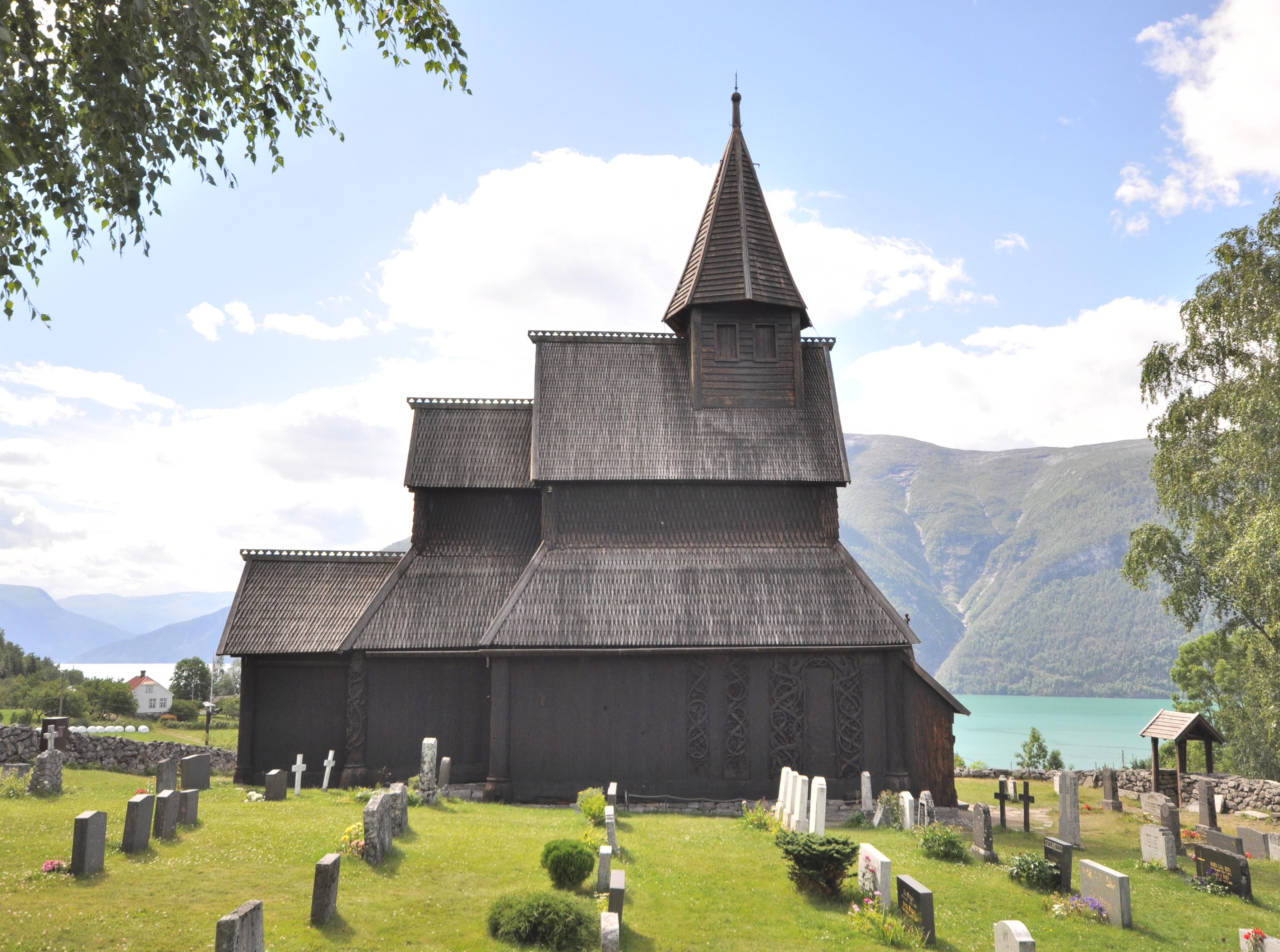
Iglesia de Stavkirke Urnes en Luster, Noruega. Listada como Patrimonio de la Humanidad por la UNESCO.

Probablemente más de 1000 iglesias Stavkirkes fueron construidas en Noruega durante la Edad Media, la mayoría construidas entre los siglos XII y XIII. Hasta el comienzo del siglo XIX, existían aún hasta 150 iglesias Stavkirke. Muchas fueron destruidas como parte de un movimiento religioso que iba en pos de las líneas simples y puritanas, y en total solo 28 quedan, a pesar de que gran parte de ellas fueron documentadas y registradas gracias a dibujos a escala antes de que fuesen demolidas. 
Las iglesias Stavkirke deben su longevidad gracias a innovaciones arquitectónicas que protegían estas estructuras complejas de madera contra la podredumbre por el agua, precipitación, viento, y temperaturas extremas. La innovación más importante fue la introducción de umbrales debajo de los postes para prevenir su pudrimiento. A lo largo de los dos siglos de construcción de iglesias Stavkirke, esta tipología de edificio evolucionó a un arte y ciencia avanzadas. Después de la reforma protestante, no se construyeron más iglesias de este estilo. Las nuevas iglesias eran principalmente de piedra o construcciones con tablones horizontales de madera con muescas en sus orillas. La mayoría de las iglesias Stavkirke desaparecieron debido a su redundancia, descuido o deterioro, o porque eran demasiado pequeñas para poder acomodar congregaciones grandes, y demasiado imprácticas de acuerdo a los estándares subsiguientes.

#### Arquitectura románica

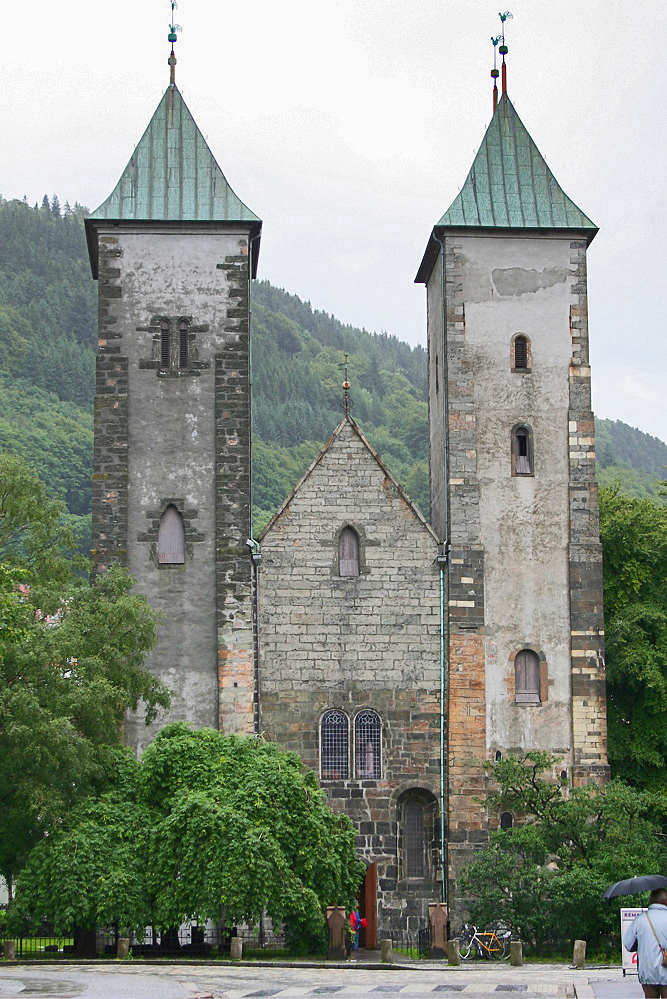
Iglesia de Santa María en Bergenm, un ejemplo de arquitectura románica.

Las primeras iglesias de piedra en Noruega eran románicas, construidas bajo la influencia de los misioneros anglosajones, particularmente el obispo Nicholas Breakspear. Las iglesias posteriores fueron influenciadas por la arquitectura continental. Ejemplos de estas incluyen las iglesias en Ringsaker, Kvitseid, y otros lugares. Muchas de estas iglesias se perdieron o fueron reconstruidas con el estilo gótico, pero aun existen varios ejemplos, tal como Trondenes Churchat Trondesin en Troms.

#### Arquitectura Gótica
Muchas de las iglesias que fueron originalmente construidas como románicas fueron modificadas o extendidas a lo largo del periodo gótico. Entre estas se encuentran la catedral de Hamar, ahora en ruinas, la catedral de Stavenger, y la renovada Catedral Nidaros, una de los destinos más importantes de los peregrinos en la Europa medieval.

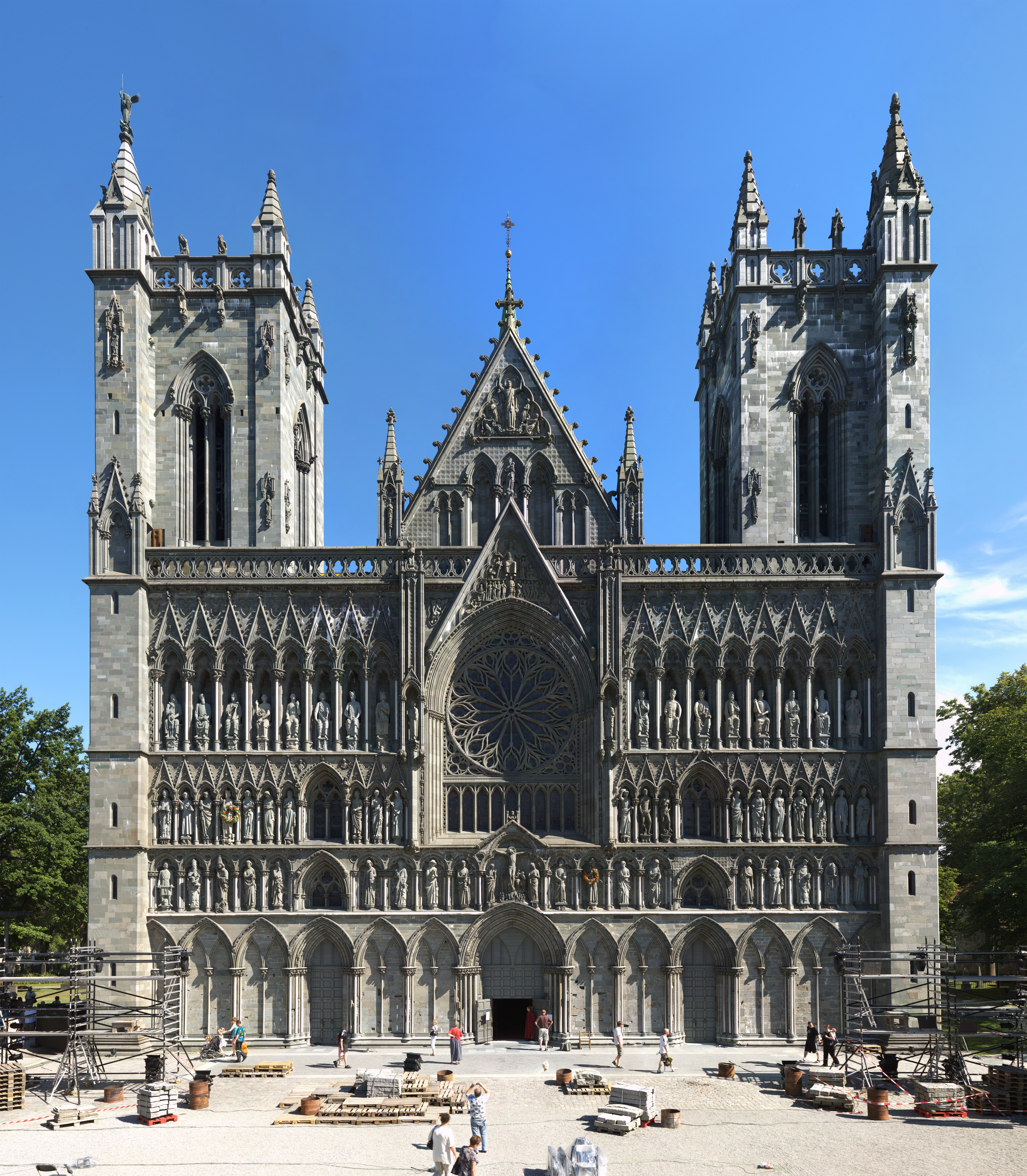
Cara oeste de la catedral de Nidaros (originalmente una iglesia románica, reconstruida y extendida en el estilo gótico entre 1133 y 1248).

### Bajo el dominio Danés
El la Edad Media tardía, el estado Noruego fue debilitado fuertemente. En 1389 Noruega entró en una unión personal con Dinamarca y Suecia en la Unión de Kalmar. Mientras que los reyes residían en Dinamarca, Noruega fue reducido a un estado de provincia, y después de la reforma protestante muchas de sus instituciones fueron abolidas. El gobierno danés en Copenhague veía a Noruega como una provincia retrasada que podía ser explotada, pero no digna de una inversión en arquitectura monumental. Por esto, la ambiciosa arquitectura renacentista es inusual en Noruega, en comparación con otros países europeos. 
Fortalezas, tales como Akershus en Oslo, Vardøhus en Vardø, Tønsberghus en Tønsberg, Kongsgården en Trondheim y Bergenhus con la Torre Rosenkrantz en Bergen fueron construidas en piedra de acuerdo a los estándares de las fortificaciones defensivas del momento. Muchas de estas fueron modernizadas y reconstruidas con el paso de los años.
La liga Hansa también construyó construcciones comerciales únicas en Bryggen, Bergen, a inicios del siglo XVI. Eran construcciones con tablones de maderas combinando tradiciones nativas y alemanas.

Vista panorámica de Bryggen. Las once casas en la derecha fueron reconstruidas después del incendio de 1702. Las seis de la izquierda fueron reconstruidas después de un incendio en 1955.

#### Arquitectura renacentista
Después de la peste negra, la construcción monumental en Noruega frenó totalmente, salvo la construcción vernácula, y fue continuada en los siglos XVI y XVII bajo la administración danesa. Se encuentran algunos ejemplos de arquitectura renacentista en Noruega, siendo los más prominentes la Torre Rosenkrantz en Bergen, Barony Rosendal en Hardanger, y la contemporánea casa señorial Austråt cerca de Trondheim, así como partes de la fortaleza Arkeshus.
El rey Cristián IV de Dinamarca llevó a cabo varios proyectos en Noruega que se basaban principalmente en la arquitectura renacentista. Estableció operaciones mineras en Kongsberg y Røros, ahora patrimonio de la humanidad.  Después de un incendio devastador en 1624, la ciudad de Oslo se reubicó en una nueva localidad y se reconstruyó como una ciudad fortificada con un formato ortogonal perimetrado por murallas, siendo nombrado Christiania. El rey Cristián también fundó la ciudad de comerciantes de Kristiansand, llamándola como a sí mismo. 

#### Arquitectura barroca

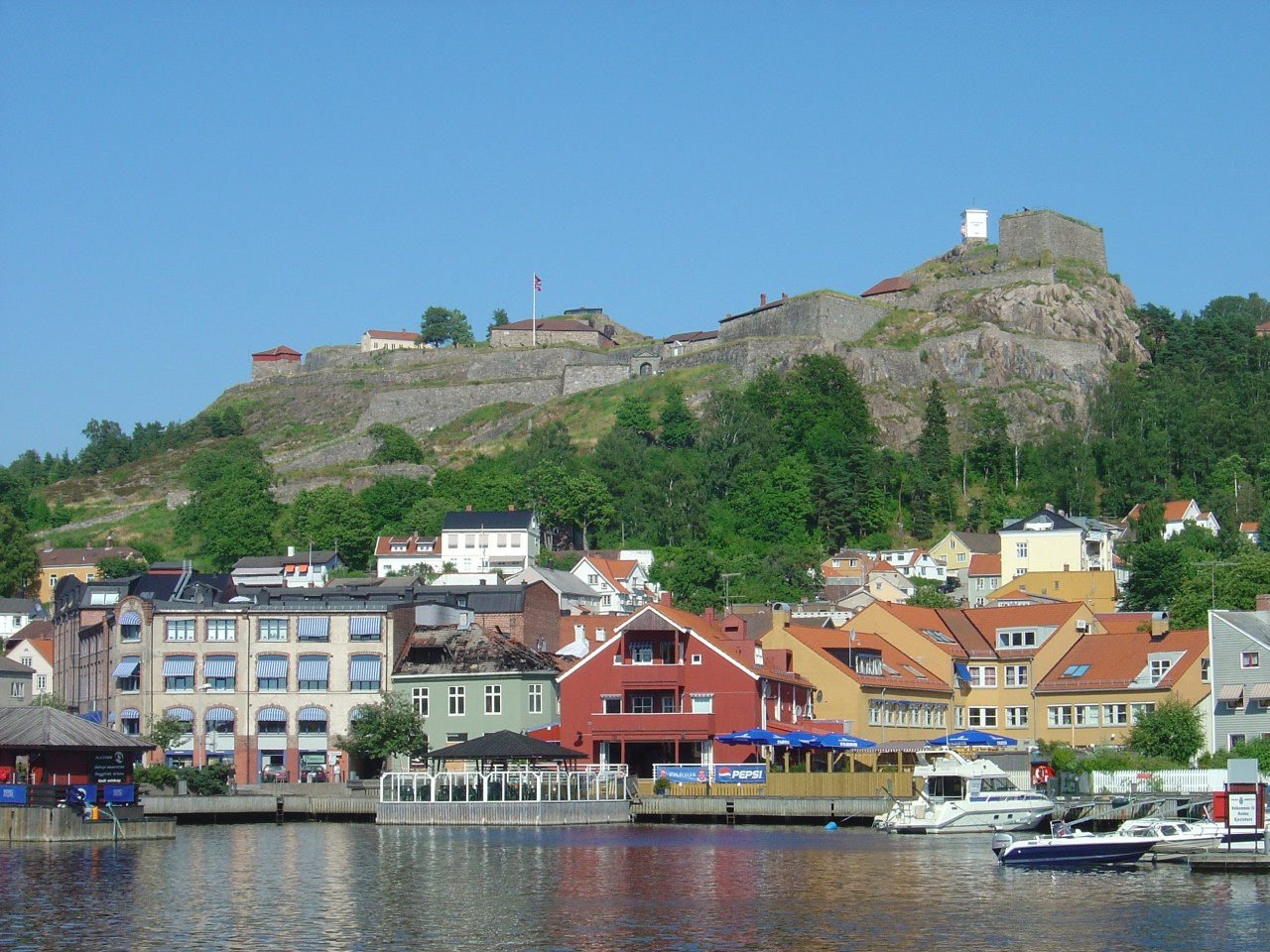
Fredrikshald/Fredriksten, una ciudad fronteriza construida para proteger el reino danés-noruego.

Como Noruega se convirtió en una parte estratégica del reino danés-noruego, los reyes daneses construyeron fortificaciones a lo largo de las fronteras y la costa. 
A persar de que muchas residencias fueron construidas de acuerdo a tradiciones vernaculares, muchas casonas (tales como Austrat y Rosendal) muestran influencia de arquitectura barroca. Solo la ciudad de Christania (Oslo) tenía un código de construcción que prohibía casas de madera, y muchas de las casas de la ciudad fueron modeladas como la tipología de construcción continental dictaba. Muchas grandes iglesias fueron construidas con muros de tabique, principalmente en Bergen, Christiania, Røros y Kongsberg.
Probablemente la construcción barroca más famosa en Noruega es Stiftsgården, la residencia real en Trondheim, construcción residencial que es una de las más grandes de madera en todo el norte de Europa.

#### Arquitectura rococó

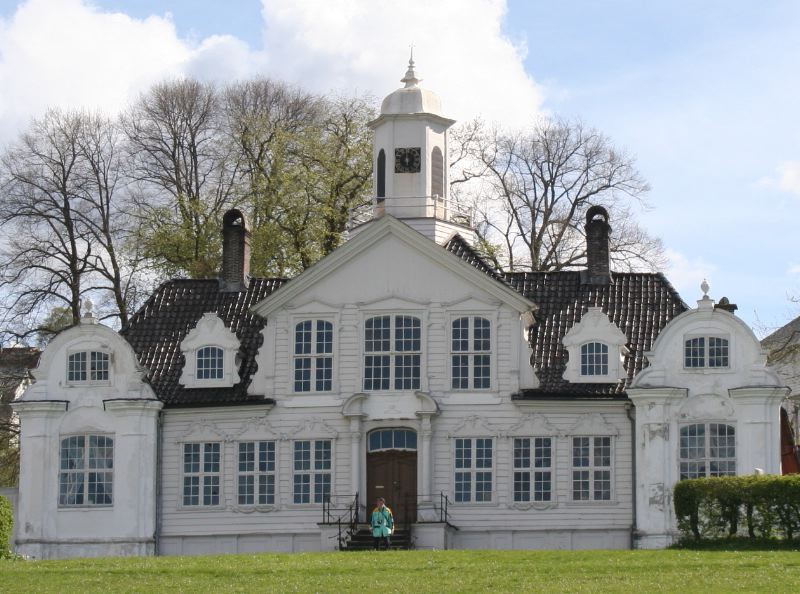
Mansión Damsgård en Bergen, un ejemplo de arquitectura rococó en Noruega.

El Rococó proporcionó un intermedio importante en Noruega, apareciendo principalmente en las artes decorativas, y principalmente en interiores, artículos de lujo y muebles tales como servicios de mesa de plata, cristal, y objetos de barro. En muchos distritos rurales los artistas populares producían pinturas decorativas artesanales noruegas, rosemaling, y grabados de maderas relacionados con estos. En la arquitectura cortés, algunas casas de las aldeas de madera y casonas muestran influencia rococó, principalmente en Trondheim y Bergen, siendo Damsgård Manor en Bergen de las más importantes.
En poblados y distritos rurales centrales a lo largo del siglo XVIII, las paredes de tablones de madera fueron cubiertas weatherboards, un logro posible gracias a la tecnología de los aserraderos. Estas construcciones estaban mejor insuladas y mejor protegidas contra el clima fuerte. Pero la razón principal de la adaptación a esta costumbre era la vista más elegante de estas, que eran más adecuadas que las paredes de únicamente tablones de madera, como un fondo a los detalles y ornamentación que se tomaban de la arquitectura clásica.

### sigloXIX
Las Guerras Napoleónicas llevaron a la separación de Noruega y Dinamarca. Noruega fue restaurada en 1814 como un reino autónomo en una unión personal con Suecia. Los dos estados tenían instituciones separadas, a excepción por el rey y el servicio foráneo. La independencia nueva requería nuevos edificios públicos, principalmente en la capital de Christiania. Durante el resto del siglo siguiente, el país experimentó un crecimiento increíble en riqueza y población, resultando en la necesidad por nueva infraestructura y construcciones. 

#### Neoclasicismo

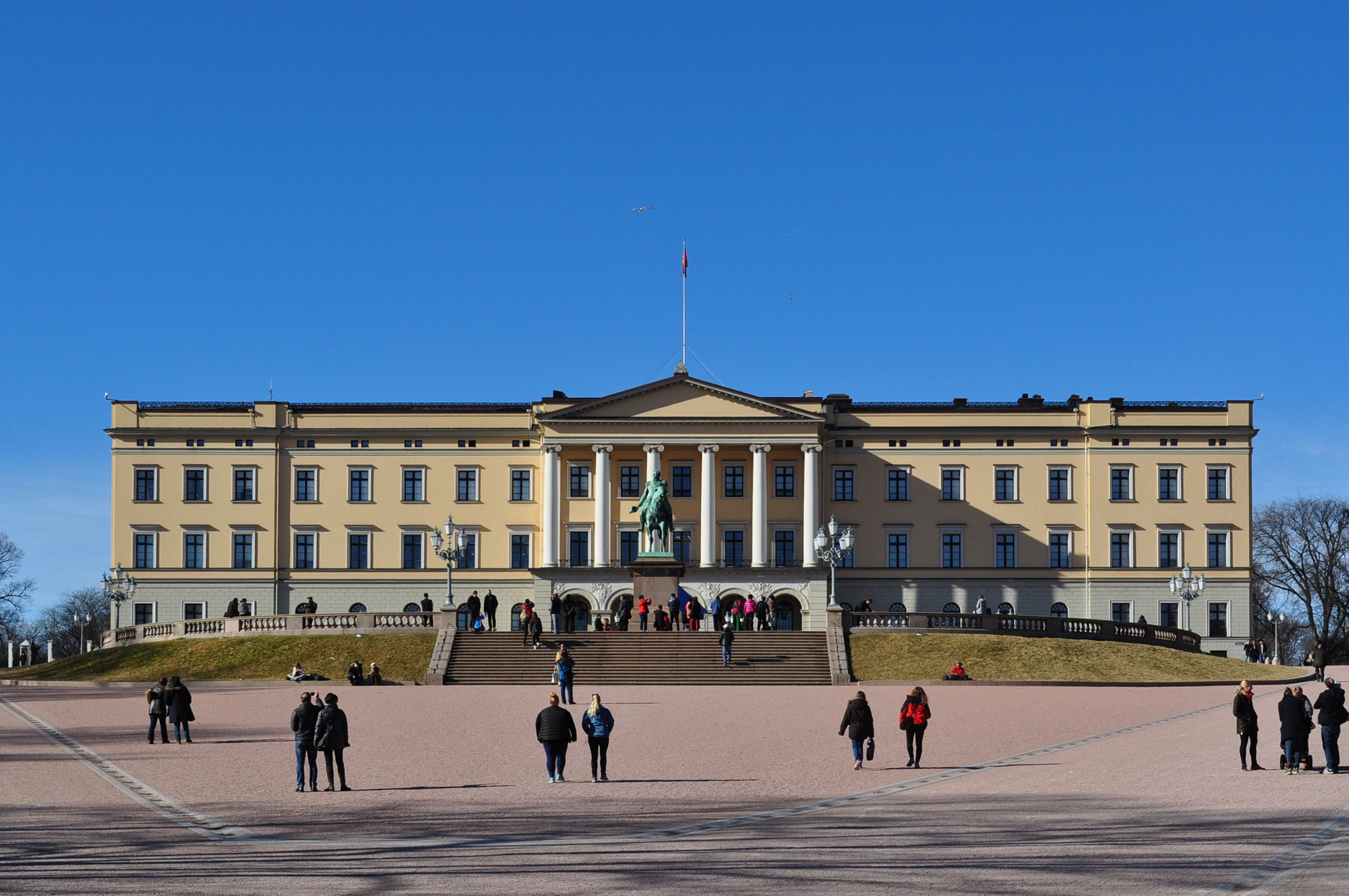
El palacio Real de Oslo, construido en 1823-1848 por Hans Linstow, un ejemplo de arquitectura neoclásica en Noruega.

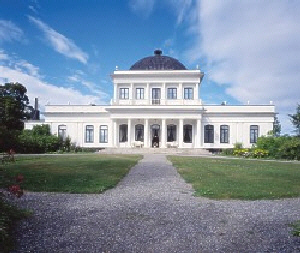
Mansión en Ulefoss (1802-1807)

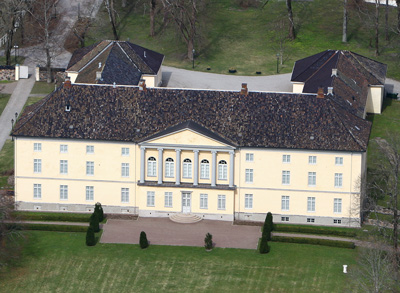
Mansión Jarlsberg, renovada de 1812 a 1814, por el arquitecto danés Løser

La arquitectura neoclásica no se desarrolló realmente en Noruega hasta después de la anexión del país a Suecia en 1814 (Reinos Unidos de Suecia y Noruega, 1814-1905), lo que le garantizó mucha más autonomía. Christiania, ascendida al estado de ciudad capital en 1814, no tenía prácticamente ninguna construcción adecuada para las nuevas instituciones gubernamentales. Se inició un ambicioso programa de construcción, pero se llevó a cabo lentamente debido a una economía ajustada. La primera empresa importante fue el palacio Real de Oslo (1823-1848) que Karl Johan, rey de Noruega y de Suecia (r. 1818-1844), hizo construir en estilo neoclásico, diseñado por Hans Linstow. Este palacio constituye un conjunto arquitectónico compuesto por un edificio central flanqueado por dos alas laterales según planta en forma de U. Los planos originales de Linstow eran mucho más audaces, pero no se correspondían con la escala de Noruega, un país entonces poco desarrollado. La planta baja del cuerpo central está perforada por arcadas de medio punto, mientras que las plantas superiores quedan enmascaradas por un imponente pórtico (con columnas de un orden jónico colosal) rematado por un majestuoso frontón. Linstow se inspirará en los dibujos de Schinkel para crear la decoración interior, de inspiración pompeyana. El palacio formaba parte de un conjunto urbano más amplio, diseñado por el mismo arquitecto, que creó un gran bulevar, la calle Karl Johans, que conduce a la catedral, mientras que el palacio destaca gracias a una gran plaza monumental, que distribuye varios recorridos, incluido el bulevar principal. También les influyó las obras neoclásicas de origen alemán.  La plaza monumental estaría rodeada por edificios para la universidad, el Parlamento (Storting) y otras instituciones. Pero solo los edificios para la universidad se realizaron conforme a sus planes.
Al comienzo del siglo XIX, había apenas unos pocos arquitectos enseñados académicamente activos en Noruega, de los que gran parte eran oficiales militares que habían estudiado ingeniería civil. El mercado para los arquitectos era limitado en un país escasamente habitado, sin una capital, sin una corte ni instituciones gubernamentales importantes. La arquitectura interesaba únicamente a un grupo limitado de mercaderes y terratenientes adinerados. Sin embargo, ya hacia el final del siglo anterior, ese grupo experimentó un importante incremento en su prosperidad, y unos pocos obtuvieron grandes fortunas, que buscaron rodearse de edificios y jardines adecuados a su posición social. Bien conectados internacionalmente, estaban familiarizados con las últimas modas en arquitectura y los edificios neoclásicos eran muy demandados.
El arquitecto Carl Frederik Stanley (1769-1805), educado en Copenhague, pasó algunos años en Noruega cerca del cambio al siglo XIX. Hizo algunas obras menores para patrones adinerados en y alrededor de Oslo, pero su mayor logro fue la renovación del único lugar de educación superior en Christiania (ahora Oslo), la Katedralskole en Oslo, completada en 1800. Agregó un pórtico clásico al frente de una edificación vieja, y un auditorio semicircular que fue confiscado por el Parlamento en 1814 como un área temporal para reunirse, ahora preservado en el Norsk Flokemuseum como un monumento nacional.
Christian Collett (1771-1833), un noruego graduado de la Academia de Minería en Kongsberg,  ingeniero, arquitecto e inspector real de edificios, diseñó la espléndida mansión de Ulefoss, construida entre 1802 y 1807 para Niels Aall, propietario de aserraderos. Esa fue una de las pocas casas de ladrillo en Noruega, con una disposición paladiana, una cúpula central, y una columnata clásica. Collett diseñó también otras mansiones y casas de campo. 
En este mismo periodo se erigieron varias espléndidas casas neoclásicas dentro y cerca de los poblados en la costa, notablemente en Halden, Oslo, Drammen, Arendal, Bergem y Trondheim, principalmente construcciones de madera revestidas como si fuesen de piedra. La casa privada más grande en Noruega, por mucho, era la mansión Jarlsberg, renovada de 1812 a 1814 por el arquitecto danés Løser para el conde Herman Wedel-Jarlsberg (1779-1840).
Christian Heinrich Grosch (1801-1865), uno de los primeros arquitectos formados completamente en Noruega, diseñó la construcción para la Bolsa de valores de Oslo (1826-1828), la sucursal local del Banco de Noruega (1828), el teatro Christiania (1836-1837), y el primer campus de la Universidad de Oslo (1841-1856). Para los edificios de la Universidad, pidió ayuda del reconocido arquitecto alemán Karl Friedrich Schinkel.
La influencia alemana en la arquitectura persistió en Noruega, y muchas de las construcciones de madera siguieron los principios del neoclasicismo.

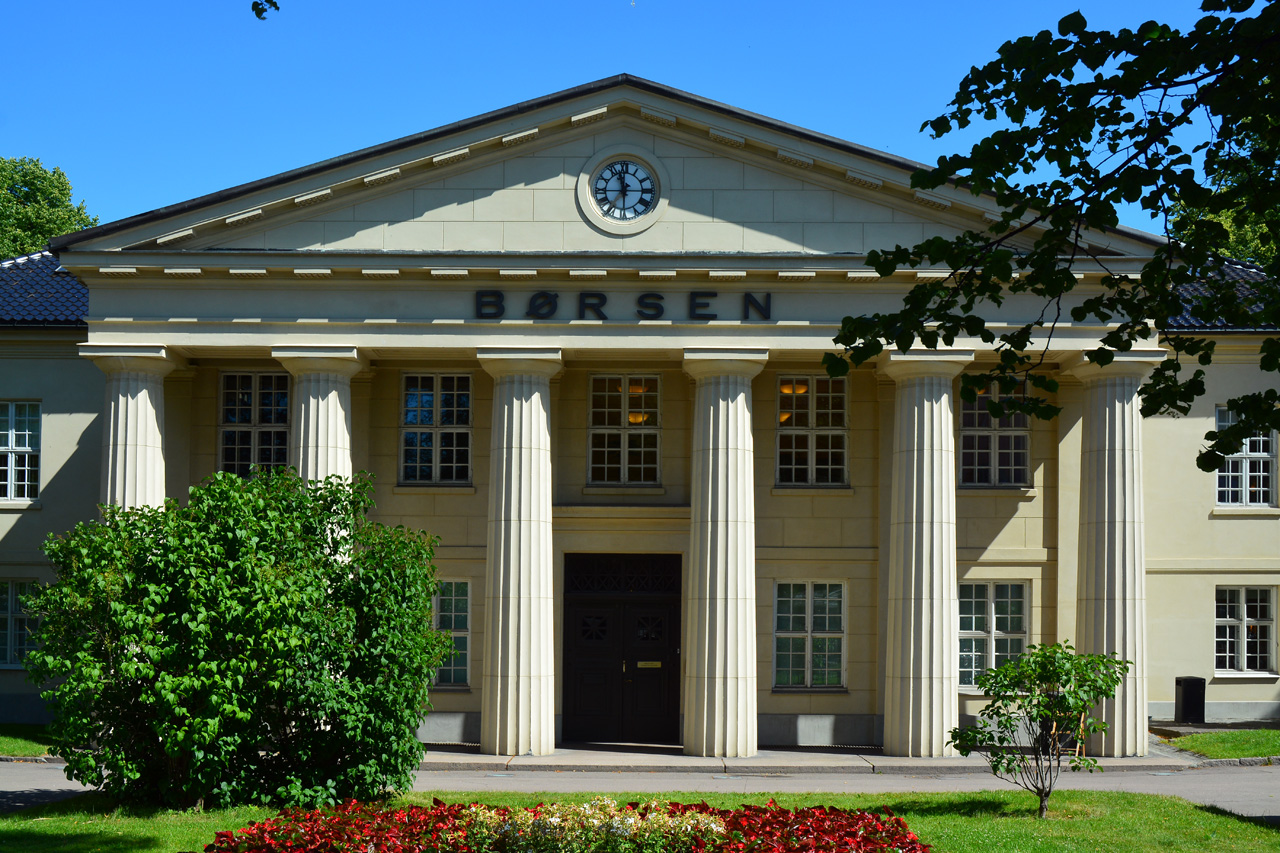
Bolsa de Oslo (1826-1828), de Christian Heinrich Grosch
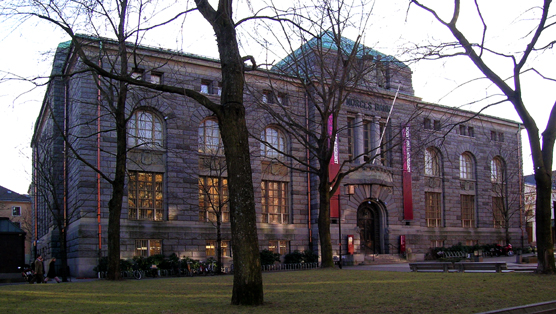
Sucursal local del Banco de Noruega (1828), ahora Museo de Arte Contemporáneo, de C. H. Grosch
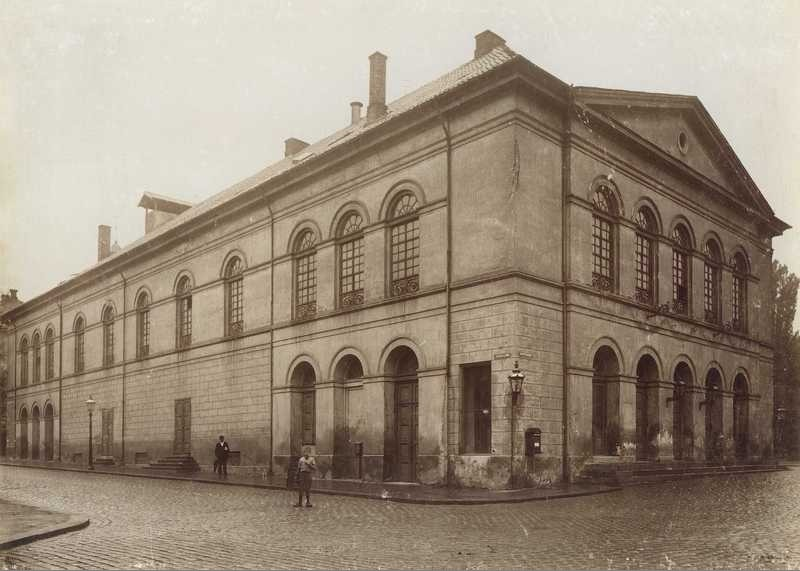
Teatro Christiania  (1836-1837), de C. H. Grosch, ya demolido (foto de 1899)
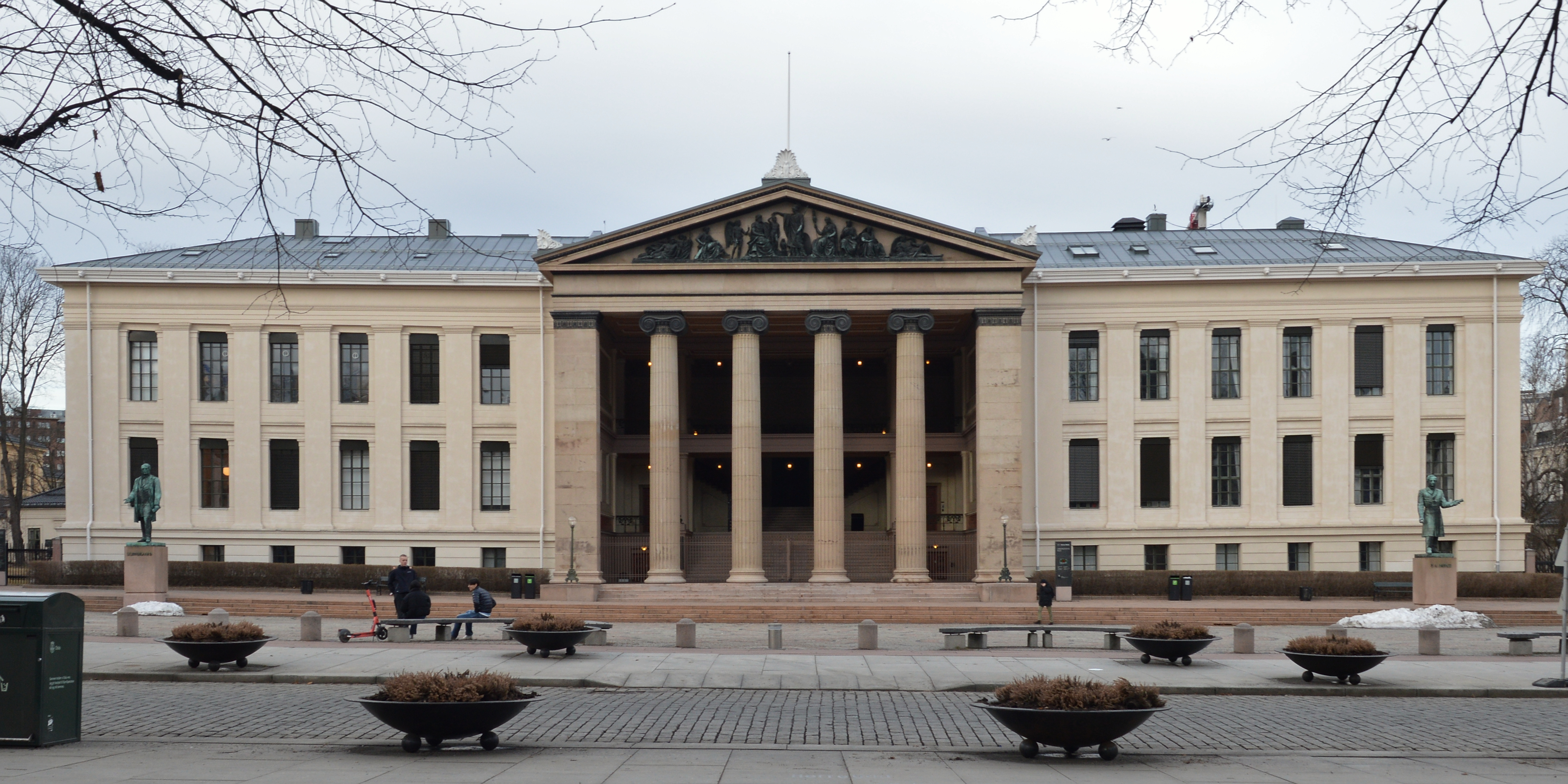
Edificio de la Universidad de Oslo (1841-1856), de C. H. Grosch

#### Romanticismo e historicismo

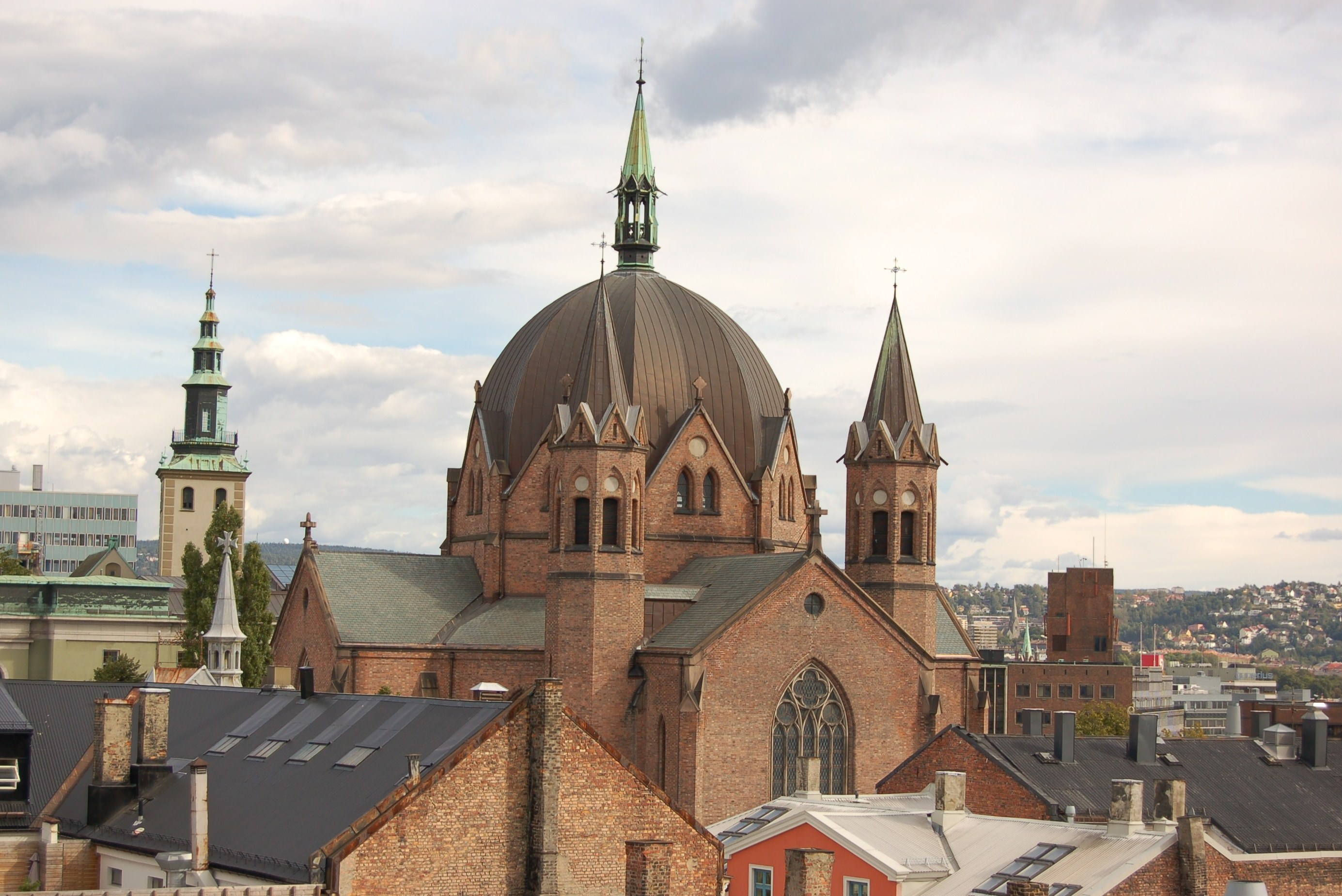
Trefoldighetskirken en Oslo.

El nacionalismo romántico en Noruega también tuvo influencia en la arquitectura desde aproximadamente el año 1840. Siguiendo la iniciativa alemana, muchos de los arquitectos clasicistas diseñaron construcciones con tabique rojo en una resurrección de los estilos medievales. El romántico y el gótico eran ejemplos adecuados para iglesias, instituciones públicas y fábricas. Linstow fue el primer arquitecto noruego que fue inspirado por la Edad Media en su propuesta de 1837: una plaza rodeada por un edificio público, atravesado por una avenida entre Christiania y el nuevo palacio real. En el lado norte, los edificios planeados para la universidad debían ser compuestos "en algún estilo medieval o florentino", con ladrillos expuestos. Su colega clasicista Grosch fue el primero en convertirse al historicismo y llevar a cabo una gran cantidad de construcciones de ladrillo rojo, después de su visita a Berlín, donde conoció al famoso arquitecto Karl Friedrich Schinkel. La primera obra importante de Grosch fue el neo-romántico Bazaars, y la estación de bomberos adyacente, cerca de la catedral de Oslo; comenzó en 1840 y se extendió en varias etapas hasta 1859. Otros arquitectos le siguieron, en particular Heinrich Ernst Schirmer con Botsfengselet (una penitenciaria) (1844–1851), el Hospital de Gaustad (1844–1855) y la estación de ferrocarril (1854) (con von Hanno). También en Oslo, el arquitecto alemán Alexis de Chateauneuf (1799-1853) diseñó el Trefoldighetskirken, la primera iglesia neogótica, completada por von Hanno en1858.
La mayoría de los edificios de apartamentos y villas continuaron construyéndose conforme a la tradición clásica, con paredes de tabique recubiertas con yeso. El repertorio de estilos históricos fue expandido en Homansbyen, el primer complejo residencial desarrollado compuesto por villas separadas, planeado por Georg Andreas Bull. Él diseñó la mayoría de las primeras villas construidas entre 1858 y 1862 en varios estilos, desde el medieval hasta el clásico y exótico. 

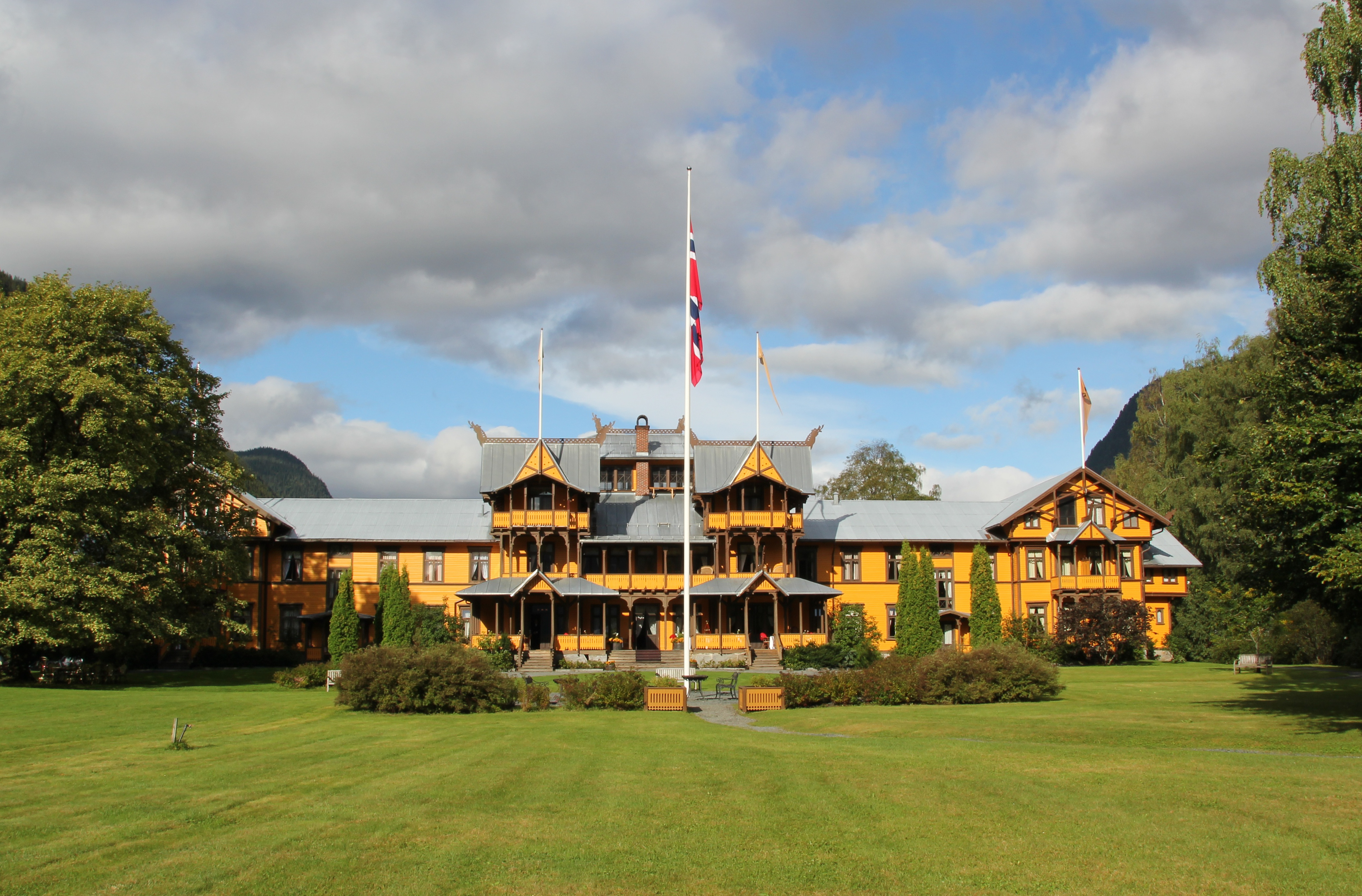
Hotel Dalen, un buen ejemplo del llamado "estilo del dragón".

Desde aproximadamente 1840, los arquitectos comenzaron a construir edificios de madera en un nuevo estilo, el llamado "Suizo de chalet". El estilo y su nombre se originaron en Alemania, donde la cultura popular suiza era muy admirada por los románticos. Los elementos como los techos voladizos, verandas, y el énfasis en los frontones fue inspirado en las construcciones vernaculares alpinas. Pero el estilo podría definirse mejor como historicismo en madera, un término introducido por Jens Christian Eldal. Una gran cantidad de edificios residenciales, institucionales, y comerciales fueron construidos con este estilo, caracterizados por elementos ornamentales y proyectados. Las estaciones de ferrocarril e iglesias, diseñados por arquitectos con estudios, fueron distribuidas en todos los distritos rurales y ayudaron a hacer popular este estilo y mantenerlo vivo dentro de la tradición vernacular mucho después de que pasara de moda entre los arquitectos. 
El estilo de chalet suizo evolucionó a una variación escandinava, conocida en Noruega como el "estilo del dragón", que combinaba motivos del arte medieval y vikingo con los elementos vernaculares del pasado reciente. El practicante más reconocido de este estilo fue el arquitecto Holm Hansen Munthe, quien diseñó varios hoteles de turismo, pabellones de exhibición e iglesias entre los años 1880 y 1890. Esto llamó la atención del emperador alemán Wilhelm II, que visitaba Noruega anualmente. Él comisionó a Munthe para diseñar su "Matrosenstatio" cerca de Potsdam y una cabaña de cacería con una Iglesia Stavkirke en Rominten, en Prussia del Este. Estas construcciones fueron destruidas durante la Segunda Guerra Mundial. 
Los arquitectos abandonaron los estilos suizo y del dragón después de 1900, pero los elementos del estilo suizo presidieron en las construcciones vernaculares durante algunas décadas. En el pasado reciente, los productores de viviendas habitacionales prefabricadas han reforzados los motivos del estilo suizo en su repertorio.

### Arquitectura vernácula

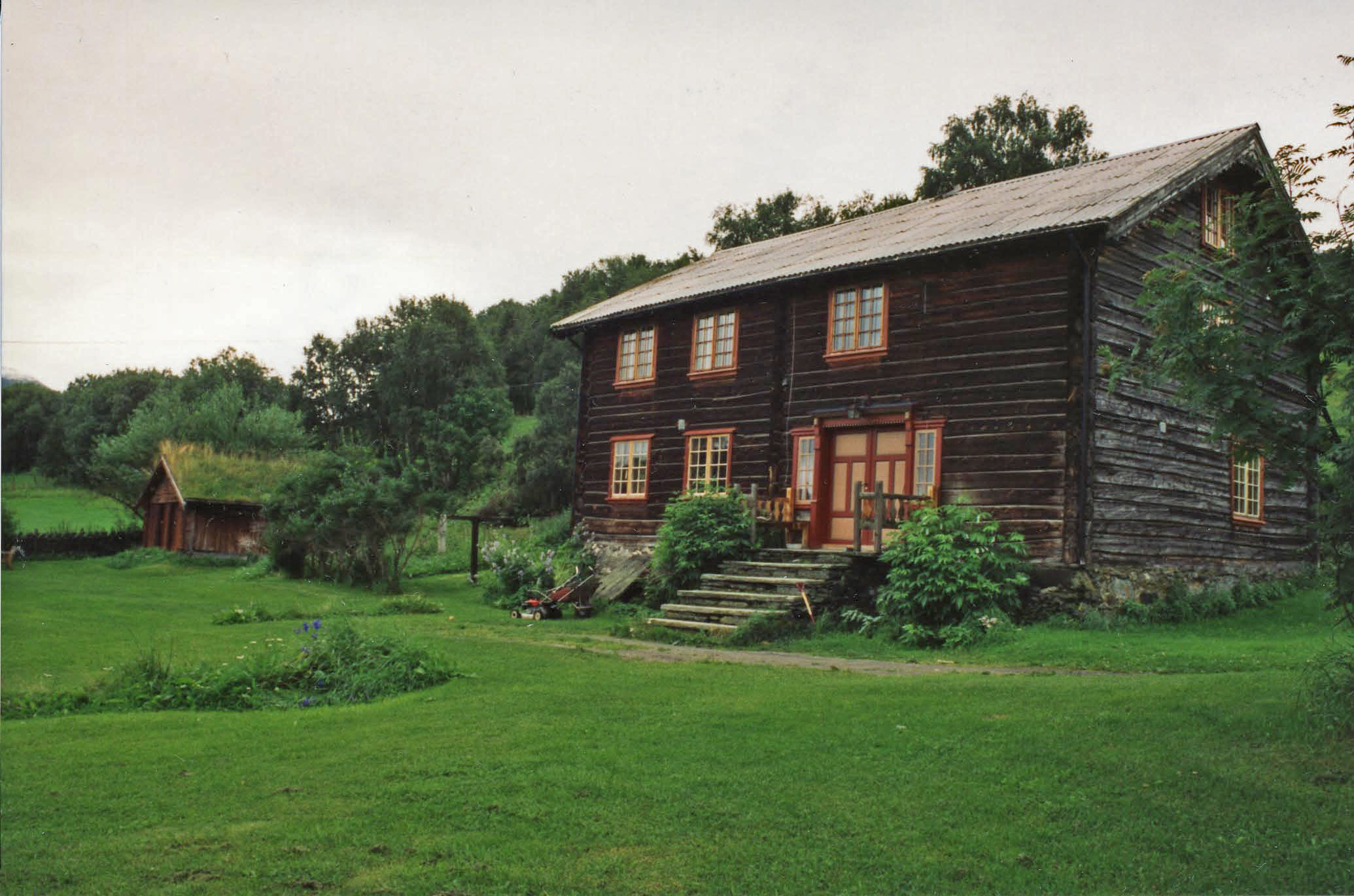
Trønderlåne - un ejemplo de arquitectura vernacular típica en Trøndelag.

Hasta el siglo XX, los noruegos vivían y trabajaban en construcciones que estaban diseñadas de acuerdo a la tradición de la construcción vernácula, la cual es conocida por los noruegos como byggeskikk. Estas prácticas viraban un poco dependiendo de la región y las condiciones climáticas y evolucionaron con el tiempo, pero se basaban mayormente en el uso de madera y otros recursos locales.
Desde la Edad Media, la mayoría de las viviendas eran casas de leña con esquinas muescadas, manufacturadas cuidadosamente para asegurar protección contra los elementos y el clima. Chimeneas abiertas dispuestas centralmente con ventilas para humo en los techos dieron paso a estufas de piedra y chimeneas en los tiempos modernos tempranos. Los edificios especializados se hicieron comunes, organizados alrededor de los corrales o gardstun. La introducción de entablados exteriores en el siglo XVIII mejoró los estándares de vivienda considerablemente y abrió paso a la construcción de casas más grandes. 
Las prácticas de construcción a lo largo de la costa también incluían casas flotantes, cabañas de pesca, puertos, etc. Ahí, las casas para ganado y personas se construían típicamente sobre la costa. Una granja mediana típica al interior de Noruega tendría una vivienda (våningshus), un granero (låve), un establo para ganado (fjøs), una o más bodegas de comida (stabbur), un establo, y en ocasiones casas separadas para las aves, puercos, etc. Las casas que tenían fuentes de calor separadas, por ejemplo las casas de lavado (eldhus) y los smithies (herreros) se mantenían separados de las otras casas para prevenir incendios. Las letrinas típicament eran pequeñas estructuras separadas. En las granjas de artesanos también habría casas separadas para carpintería, manufactura de ruedas, de zapatos, etc. 
En la parte este de Noruega y Trøndelag, las casas estaban típicamente organizadas alrededor de un tun en un cuadrado (firkanttun); en Gudbrandsdal, había una distinción entre inntun (tun interno) y uttun (tun externo). La configuración de las casas también dependía de si la granja estaba ubicada sobre un cerro o en un terreno más plano. 
Dependiendo también de su tamaño y su bienestar económico, podría haber un salón de festejos (oppstue), una casa para granjeros retirados (føderådstue), dormitorios para los ayudantes y los obreros de la granja (drengstue), casa para los carruajes (vognskjul), e incluso una destiladora (brenneskur). Las granjas más pequeñas y austeras podían juntar los graneros y establos con las partes habitacionales, tener áreas de almacén más pequeñas, y usar las instalaciones de otras granjas para actividades para las cuales no podían construir más casas. 
Las tradiciones de construcción variaban por región y tipo de estructura. Las casas de almacén de alimentos - stabbur - usualmente eran construidas sobre zancos de modo que fuera más difícil para ratones y ratas entrar, pero no le costase a los gatos. Los recubirimientos exteriores variaban entre regiones, con frecuencia de acuerdo a las condiciones climatológicas locales. Los techos normalmente se cubrían con corteza de abedul y tepe.
Muchos lugares en las granjas de Noruega también mantenían granjas de montaña (seter/støl), donde vacas, cabras y borregos se llevarían a pastar durante los meses de verano. Estos típicamente incluirían pequeñas casas de vivienda y una central lechera donde para hacer y conservar queso, crema, etc. 
Las granjas noruegas modernas suelen mantener muchas de las tradiciones de construcciones de su tipo, pero ya no necesitan tal variedad como en el pasado. A pesar de eso, muchas de las tradiciones se han continuado usando en cabañas de vacación en las montañas y a lo largo de la costa. 

### Arquitectura delsigloXX
La influencia alemana llevada a Noruega por el neoclásico cesó cuando Noruega recobró totalmente su independencia en 1905. Una nueva generación de arquitectos educados en Suecia tomó el liderazgo en el desarrollo de una arquitectura nacional diferente, procurando romper la tradición historicista alemana. A pesar de eso, el modernismo alemán y las planeaciones de las ciudades continuaron influenciando la arquitectura temprana del siglo XX. Cuando el Instituto Tecnológico de Noruega fue fundado en 1910 y comenzó a enseñarse arquitectura en Trondheim, emergió el Colegio Noruego de Arquitectos, el cual ha contribuido a la arquitectura regional Noruega, tratado por el historiador de arte Sigfried Giedeon.

#### Arquitectura Art Nouveau

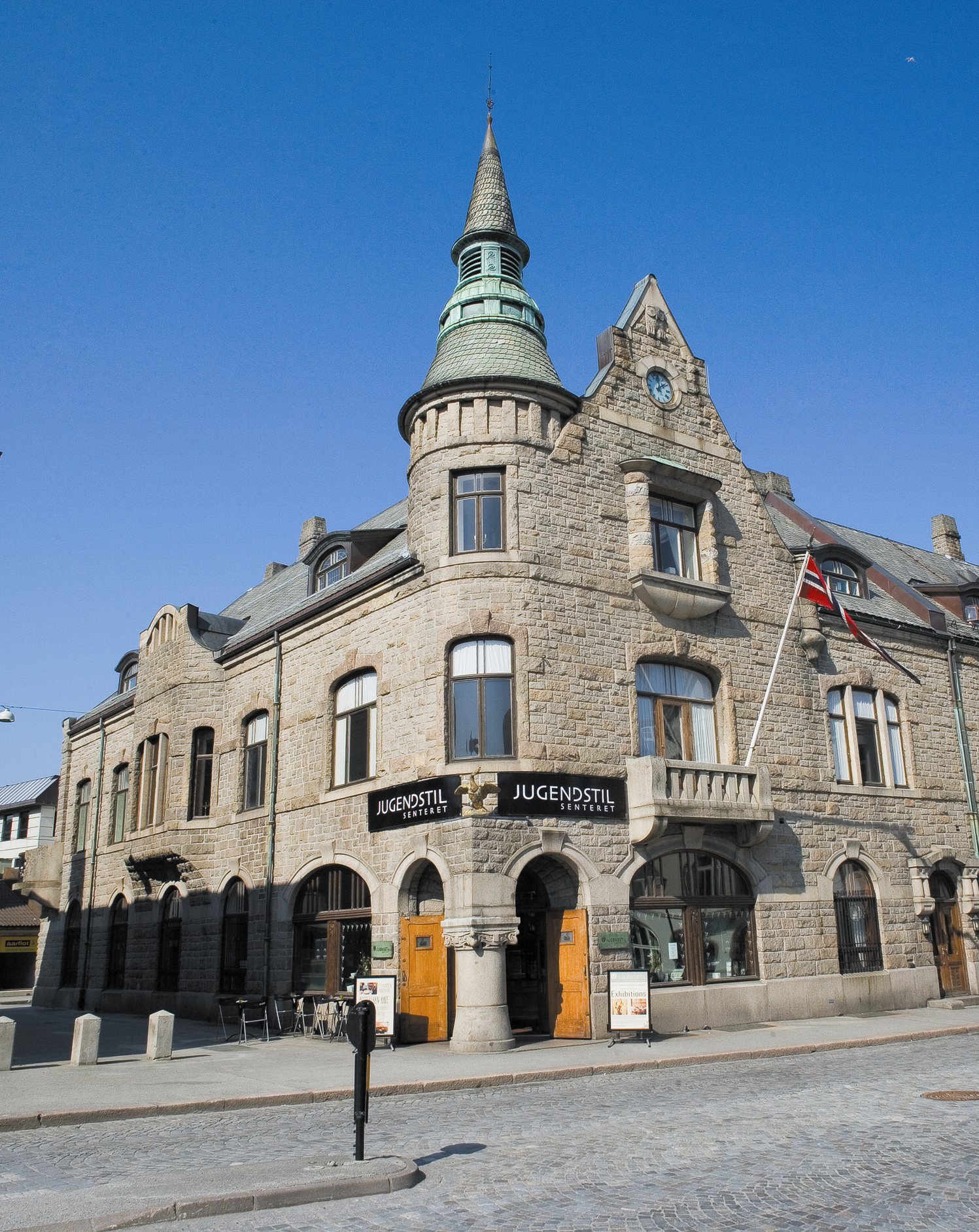
Jugendstilsenteret - El centro de Jugendstil en Ålesund.

El Jugendstil, una variante del art nouveau, tuvo cierta influencia en mucha de la nueva construcción en Noruega durante el cambio hacia el siglo XX. La ciudad de Ålesund, después de ser incendiada totalmente en 1904, fue reconstruida casi en su totalidad en este estilo y sigue siendo un ejemplo destacado, junto con Riga y Bruselas. Trondheim también tienen muchos edificios art nouveau. En la capital Oslo, pocos edificios de este estilo fueron erigidos, debido a una crisis económica local y un negocio de construcción estancado durante la primera década del siglo. Sin embargo, muchos edificios públicos fueron construidos en este estilo, tales como el Museo de Historia, y el edificio de la oficina de gobierno. En Bergen, el teatro principal, Den Nationale Scene, es un ejemplo monumental. 

#### Arquitectura residencial en masa
El cambio en la demografía y una creciente consciencia social llevó a un interés político y social para proporcionar un espacio residencial efectivo conforme a costos, sanidad, y confortable conforme una población urbana en general y una clase obrera en particular. Esto era conocido como boligsaken ("el motivo de la vivienda") en la cultura popular noruega y sigue cumpliendo su papel en la actualidad.
La arquitectura se hizo una herramienta para la manifestación de la política social, con arquitectos y políticos determinando cuáles características eran adecuadas para los residentes a los que se dirigían los proyectos de vivienda. Hasta 1922, había muchos que pensaban que las familias de obreros no necesitaban de su propio baño; los apartamentos y las casas pequeñas solo venían con una pequeña cocina y uno o dos cuartos. 
Antes de la Segunda Guerra Mundial, una gran cantidad de proyectos de inversión cooperativa conocidos como "egne hjem" (traducido burdamente como "nuestras propias casas") resultó en varios desarrollos, pero después de la guerra estos abrieron paso a organizaciones cooperativas que se formaron para financiar y construir complejos residenciales a gran escala. El más grande —Oslo Bolig og Sparelag, conocido como OBOS— construyó su primer complejo en Etterstad en Oslo, pero hubo iniciativas similares a lo largo de todo el país. Estas cooperaciones establecieron estándares para vivienda, contrataron arquitectos para diseñar soluciones, y contratistas para construirlos. Secciones enteras, conocidas como drabantbyer - o "ciudades satélite" - fueron construidas en las afueras de las ciudades más importantes. El primero de estos, Lambertseter, introdujo un fenómeno completamente nuevo en las áreas orientales de Oslo así como en Groruddalen, pero áreas similares también emergieron en Bergen, Trondheim, y otras ciudades. La cúspide de esta moda se logró en 1966 con las construcciones masivas en Ammerudlia.
Esta era - la cual usó la mayoría de su poder para mediados de 1970 - llevó a una creciente sensibilización de las necesidades físicas y emocionales de los habitantes de las ciudades. Muchos de los problemas a debatir eran:
- Cocina - las casas tradicionales noruegas combinaban el cuarto de familia y la cocina, pero en los primeros edificios departamentales, las pequeñas y llamadas "cocinas de laboratorio" eran populares. Pasado el tiempo, las cocinas con desayunador en ellas las remplazaron.
- Luz natural - los edificios departamentales grandes estaban orientados para proporcionar luz solar a sus residentes, idealmente orientando la cocina hacia el este para tener la luz de las mañanas en y la sala de estar en el oeste para la luz de la tarde.
- Privacidad - proporcionando recámaras separadas para los padres y los hijos, y entre niños en departamentos más grandes con el tiempo. Similarmente, la mayoría de los edificios tenía una cantidad limitada de departamentos contiguos a cada cubo de escaleras.
- Alineación - complejos de apartamentos monolíticos y homogéneos reforzaban lo que muchos[¿quién?] caracterizaron como "el infierno de la democracia social".

Los defectos percibidos del movimiento de construcción de vivienda en masa causó que se hicieran muchos intentos de soluciones asequibles de viviendas que fuesen más variadas, más integradas con su entorno natural, y más que nada customizadas a las necesidades de las familias. En 1973, el Parlamento de Noruega recomendó el cambio a pequeñas casas residenciales en vez de grandes edificios departamentales. El Banco de Vivienda del Estado Noruego (Husbanken) proporcionaba a los ciudadanos la capacidad de financiar la construcción de sus casas, y una industria de construcción completa se formó para poder construir estas. 
Como un resultado de los esfuerzos de innovación de Olav Selvaag y otros, las restricciones arcaicas e innecesarias fueron relajadas, mejorando las oportunidades para que más noruegos pudieran construir viviendas basadas en sus necesidades y preferencias individuales. Los noruegos suelen llevar a cabo los proyectos de mejoras de sus casas por su propia mano, y muchos han construido la mayoría de sus casas. 

#### Funcionalismo

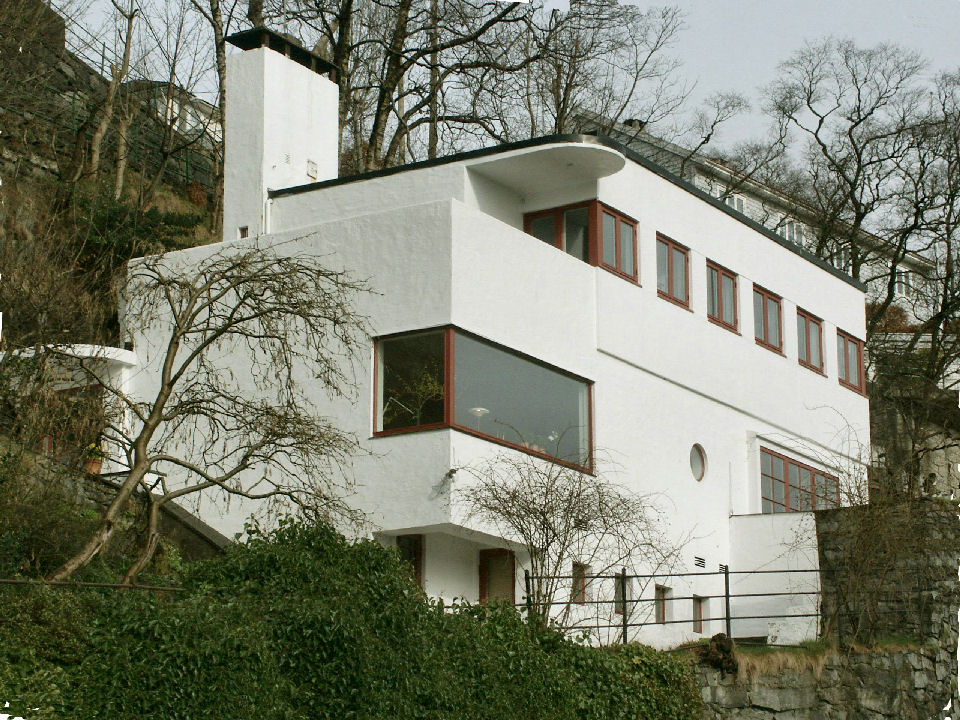
Villa Eide en Bergen, ejemplo de la arquitectura "funkis".

En los años tardíos de la década de 1920, el modernismo (o estilo internacional) fue precedido por los arquitectos escandinavos. En Escandinavia, la moda arquitectónica era llamada funcionalismo (o llamada coloquialmente en Suecia y Noruega como "funkis"). El modernismo encontró muchos adherentes entre arquitectos jóvenes, especialmente en Noruega. Su avance definitivo fue la exhibición de Estocolmo en 1930, después de que la mayoría de los arquitectos en todo Escandinavia se convirtieran al movimiento moderno. En ningún otro lado se estableció con tal firmeza el modernismo como la moda dominante en arquitectura. Mantuvo su posición dominante hasta alrededor de 1940. 
Una gran cantidad de hitos, particularmente en Oslo, fueron construidos con el estilo funcionalista, siendo el primero el restaurante Skansen (1925–1927) por Lars Backer, demolido en 1970. Backer también diseñó un restaurante en Ekeberg, abierto en 1929. La galería de arte Kunstnernes Hus por Gudolf Blakstad y Herman Munthe-Kaas (1930) también muestra influencia de la moda clasicista previa de 1920. El baño de Hvalstrand (1934) es una de las muchas instalaciones públicas de baños sobre la costa, por André Peters. Un año antes, Ingierstrand Bad fue diseñado por Ole Lind Schistad (1891-1979) y Eivind Moestue (1893 -1977). Otros nombres remarcables de la arquitectura funcionalista son Arne Korsmo, Sverre Fehn, Knut Knutsen, Ove Bang, Fridtjof Reppen, Nicolai Beer (1885-1950) y Per Grieg (1897-1962).

#### Arquitectura de reconstrucción
Después de las tácticas de tierra quemada por parte de las tropas de Wehrmacht, grades áreas al norte de Noruega tuvieron que reconstruirse. En 1945, hubo una sofocante necesidad de vivienda. Una competencia arquitectónica produjo muchos diseños para vivienda asequible, simple, y fácilmente montable. Las casas resultantes eran espartanas y rompieron con los estándares de construcción, pero llenaron la necesidad inmediata de refugio.
El museo de la Reconstrucción en Hammerfest está dedicada a la reconstrucción.

#### Arquitectura promovida por el gobierno

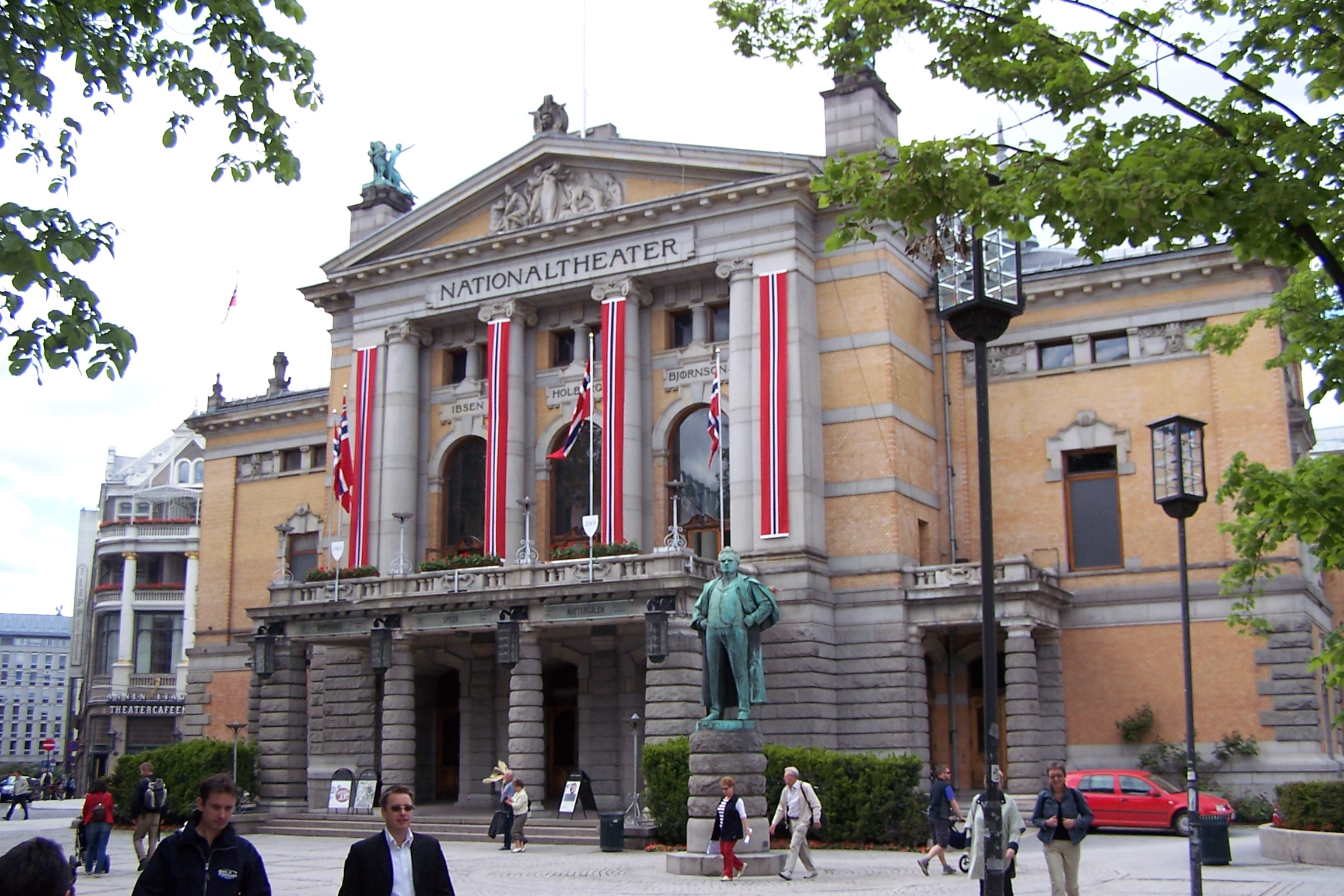
Teatro Nacional en Oslo

Cuando Noruega logró su independencia completa en 1905, el gobierno nacional determinó el establecimiento de sus instituciones consistentes con las nuevas ambiciones del estado como una sociedad moderna. El primer ministro tomó como una prioridad el modernizar el Palacio Real en Oslo, construyendo, entre otras cosas, los primeros toilettes en el país, proporcionando agua caliente y fría y cumpliendo el deseo de la familia real de proporcionar un apartamento para el rey, la reina y su hijo. 
En los primeros años, tales obras públicas estaban limitadas a estructuras necesitadas para las necesidades administrativas del propio gobierno, pero un número incremental de proyectos a larga escala se concibieron, diseñaron, y completaron desde 1905 para atender varias necesidades tales como: 
- Salud pública y bienestar, incluyendo:
  - Complejos hospitalarios e instalaciones policlínicas, por ejemplo Rikshospitalet, Hospital de la Universidad de Haukeland, Hospita Gaustadl,[36] etc.
  - Orfanatos, desocupados después a favor de las soluciones que en su momento requerían su propia arquitectura.
  - Sanatorios, también desocupados mientras el problema de salud público de tuberculosis se resolvía.[37]
  - Vivienda provisional y temporal para los indigentes, solicitantes de asilo, vagabundos.
- Instalaciones de recreación y deporte. La política social en Noruega tanto a niveles nacional y local ha enfatizado la conexión entre los atletas en los niveles tanto élite como masivo, y los centros de atletismo han sido construidos típicamente para acomodar espectadores, participantes, y entrenadores. Como ejemplo, Holmenkollen salto con esquí ha sido reconstruido en varias ocasiones, el estadio Bislett fue reconstruido entre 2004 y 2005, y virtualmente cada municipio ha construido instalaciones anualmente.[38]
- Centros para expresión cultural. Muchas de las estructuras más ambiciosas y controversiales han sido aquellas dedicadas al desarrollo de las artes, museos de arte, y una combinación de tales actividades. Los ejemplos incluyen el Centro de Arte Henie-Onstad (por Jon Eikvar y Sven Erik Engebretsen), Chateau Neuf por Lund & Slaatto, el "establo" en Hedmarkmuseet por Sverre Fehn, y Grieg Hall (por Knud Munk).
- Iglesias. La iglesia del estado noruego, llevando el legado de casi mil años de arquitectura noruega de iglesias, comisionó nuevas iglesias que cubrían un gran rango de estilos arquitectónicos, incluyendo estilos nuevos (por ejemplo, la Catedral del Ártico por Jan Inge Hovig) hasta nuevas casas de estilos tradicionales (la iglesia de Veldre, por Roar Jacobsen y Ulf Zettersten.)[39][40]
- Infraestructura y transporte, incluyendo puentes, túneles, y más notablemente centros de tránsito para medios de transporte por riel, agua, y aéreos. El aeropuerto de Oslo (por el consorcio de Aviaplan en Gardermoen) fue el proyecto más grande.[41][42]

Los diseños arquitectónicos de estos proyectos han reflejado no solo las corrientes y estilos de su tiempo, sino el debate social respecto al propósito que servían. El inicio temprano de las ambiciones nacionalistas abrió paso a diseños austeros basados en el funcionalismo, y luego a diseños que se enfatizaron en necesidades tanto ecológicas como humanas. En gran medida, los arquitectos noruegos encontraron la oportunidad para desarrollar sus estilos propios a través de esos proyectos, y de ese modo el dialecto arquitectónico noruego.  
Muchos de esos proyectos han sido controversiales, y la tensión creativa resultante ha servido probablemente para mejorar el estado de las artes arquitectónicas en Noruega. Los gobiernos nacionales y locales, y las instituciones gubernamentales continuarán estando entre los clientes más importantes de los arquitectos en los años siguientes.

## Temas contemporáneos

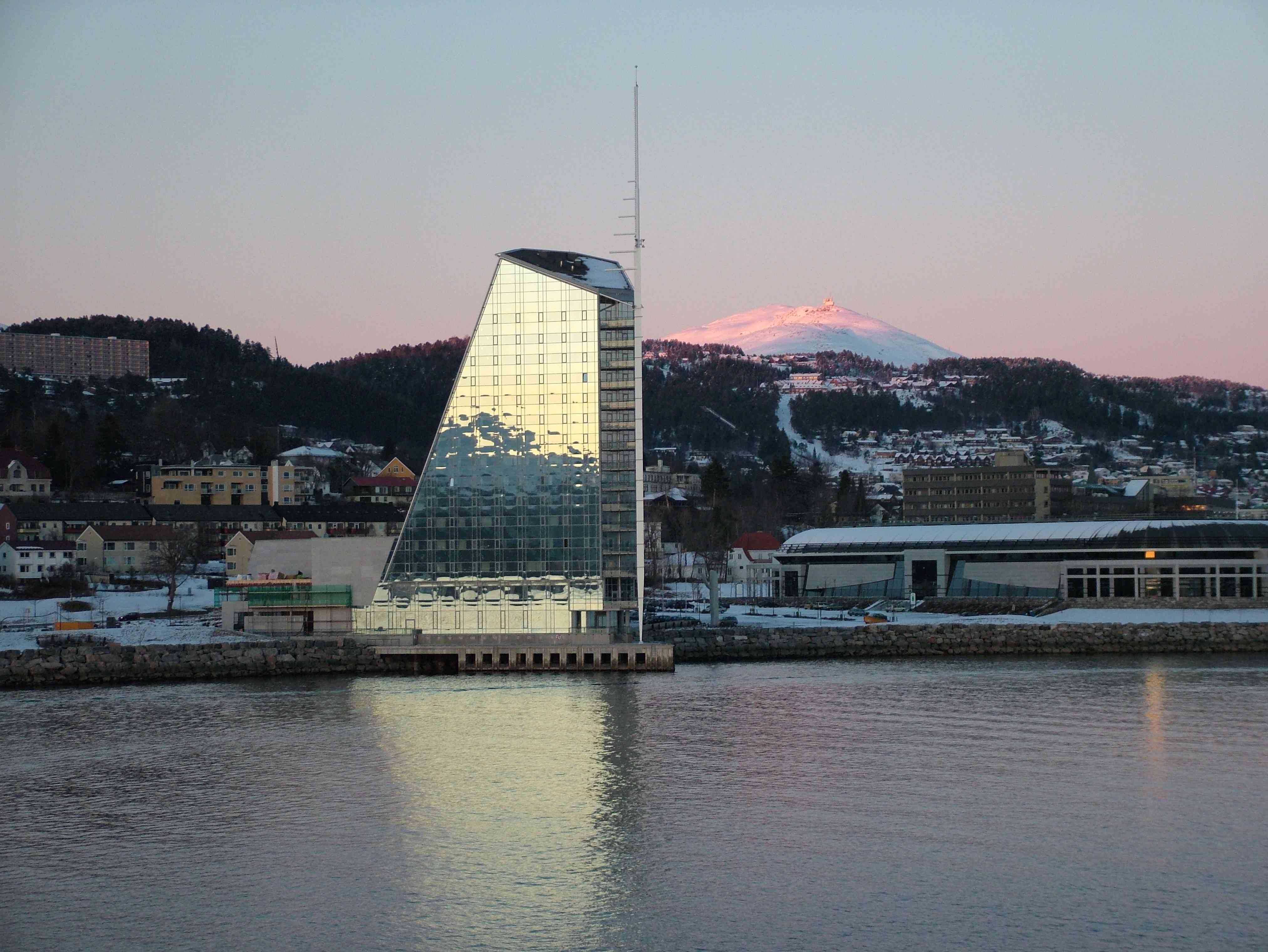
Hotel Rica Seilet en Molde

Una gran cantidad de modas han influenciado la arquitectura contemporánea en Noruega, entre estas:
- La creciente prosperidad pública y privada. Las construcciones tienen un rango mayor de finalidades, y se espera de estos que cumplan muchas exigencias complejas. Por ejemplo, el New Opera Building (diseñado por la compañía Snøhetta) en Oslo, refleja una ambición no solo para construir un centro cultural dinámico, sino crear un nuevo hito arquitectónico en Oslofjord.
- Estética como factor de bienestar. A partir del principio austero de que la función dicta la forma, hay una sensibilidad creciente respecto las afecciones estéticas en la salud emocional y física de aquellos que usan una estructura y o una construcción. Las leyes noruegas sobre la salud ocupacional han enfatizado por décadas el acceso a luz solar y ventilación natural, también tomando en cuenta que las complicadas condiciones climáticas han agregado una indispensable necesidad por estética motivadora.
- Preocupaciones ambientales. Además de las preocupaciones por la contaminación de aire y de agua, el diseño arquitectónico noruego se ha dedicado a la integración con el entorno natural. Recientemente, los arquitectos han trabajado con ingenieros para sacar lo más posible de recursos escasos, por ejemplo energía, agua, etc.
- Diversidad demográfica. La demografía noruega ha pasado por cambios importantes en las últimas décadas, resultando en nuevos edificios religiosos.
- Tradiciones de construcción Noruegas. Mientras que sería demasiado hablar de un renacimiento tradicional en la arquitectura noruega, el planeamiento urbano creciente se ve afectado por la necesidad de preservar o restaurar estas tradiciones. Ejemplos de esto incluyen planes para renovar el centro de Oppdal y las obras recientes en el vecindario de Grünerløkka.

Una gran cantidad de premios han sido dados en Noruega, incluyendo Houens fonds diplom, Treprisen, Statens byggeskikkpris, Sundts premie, Betongelementprisen, Betongtavlen, Glassprisen, Murverksprisen, Stenprisen, y Stålkonstruksjonsprisen.

## Nota
1. ↑  Middleton y Watkin, 2001, p. 273.